# Wei Ho
Wei Ho é uma matemática estadunidense, especialista em teoria dos números, geometria algébrica, geometria aritmética e teoria de representação. É professora associada de matemática da Universidade de Michigan.

## Formação e carreira
Wei Ho cresceu em Wisconsin, onde frequentou a New Berlin West High School em New Berlin, Wisconsin. Durante os anos do ensino fundamental e médio, participou da Wisconsin Math League, da competição MATHCOUNTS e do American Invitational Mathematics Examination (AIME) e do USA Mathematical Talent Search (USAMTS). Depois de seu primeiro ano em New Berlin, frequentou o Young Scholar Summer Program (YSSP) no Rose–Hulman Institute of Technology em Terre Haute, Indiana. Seu desempenho na US National Chemistry Olypmiad qualificou-a para um estudo de duas semanas na Academia da Força Aérea dos Estados Unidos, Colorado. Wei Ho jogou no time de tênis do colégio e tocou violino em várias orquestras enquanto estava em New Berlin.
Em 2003 recebeu o grau de mestre e de bacharel pela Universidade Harvard em Cambridge, Massachusetts. Enquanto estava em Harvard completou uma tese honorária sênior intitulada The Main Conjecture of Iwasawa Theory, sob a supervisão de Noam Elkies. Após a faculdade recebeu uma bolsa de estudos que a permitiu passar um ano na Universidade de Cambridge, Inglaterra, onde completou um certificado de estudo avançado em matemática, Parte III do Tripos, (com distinção). Em 2009 obteve um PhD em matemática na Universidade de Princeton, orientada por Manjul Bhargava. Recebeu uma bolsa de pós-doutorado da Fundação Nacional da Ciência (NSF), que lhe permitiu realizar pesquisas na Universidade Harvard e na Universidade de Princeton.
Em 2010 foi Joseph Fels Ritt Assistant Professor na Universidade Columbia na cidade de Nova Iorque. Em 2014 foi membro do corpo docente da Universidade de Michigan como professora assistente e foi promovida a professora associada em 2019.

## Reconhecimento
Em 1994, aos 10 anos de idade, Ho obteve 800 pontos na parte de matemática do teste SAT, tornando-se talvez a garota mais jovem a alcançar esse feito na época. Em 1999 ganhou uma medalha de ouro enquanto representava os Estados Unidos na Olimpíada Internacional de Química.